# Ракаль
Ракаль (хорв. Rakalj) — населений пункт у Хорватії, в Істрійській жупанії у складі громади Марчана.

## Населення
Населення за даними перепису 2011 року становило 440 осіб.
Динаміка чисельності населення поселення:

## Клімат
Середня річна температура становить 14,18 °C, середня максимальна – 27,14 °C, а середня мінімальна – 1,11 °C. Середня річна кількість опадів – 901 мм.
| Клімат поселення                              | Клімат поселення | Клімат поселення | Клімат поселення | Клімат поселення | Клімат поселення | Клімат поселення | Клімат поселення | Клімат поселення | Клімат поселення | Клімат поселення | Клімат поселення | Клімат поселення | Клімат поселення |
| Показник                                      | Січ.             | Лют.             | Бер.             | Квіт.            | Трав.            | Черв.            | Лип.             | Серп.            | Вер.             | Жовт.            | Лист.            | Груд.            |                  |
| Середній максимум, °C                         | 10,19            | 10,45            | 13,63            | 16,67            | 21,71            | 26,05            | 27,14            | 26,97            | 22,31            | 17,96            | 13,14            | 10,07            |                  |
| Середня температура, °C                       | 5,67             | 5,92             | 9,08             | 12,14            | 17,17            | 21,51            | 23,99            | 23,80            | 19,15            | 14,79            | 9,98             | 6,91             |                  |
| Середній мінімум, °C                          | 1,11             | 1,38             | 4,55             | 7,60             | 12,63            | 16,97            | 20,82            | 20,66            | 16,01            | 11,65            | 6,83             | 3,77             |                  |
| Норма опадів, мм                              | 75               | 60               | 63               | 67               | 60               | 67               | 44               | 70               | 86               | 108              | 114              | 87               |                  |
| Середньомісячна швидкість вітру, м/с          | 2.86             | 3.07             | 3.14             | 2.98             | 2.66             | 2.56             | 2.56             | 2.56             | 2.69             | 2.94             | 3.17             | 3.08             |                  |
| Середньомісячна сонячна радіація, кДж/м²·день | 4493             | 7407             | 10822            | 15457            | 19726            | 21672            | 22485            | 19565            | 14270            | 9244             | 4981             | 3840             |                  |
| --------------------------------------------- | ---------------- | ---------------- | ---------------- | ---------------- | ---------------- | ---------------- | ---------------- | ---------------- | ---------------- | ---------------- | ---------------- | ---------------- | ---------------- |
| Джерело:                                      |                  |                  |                  |                  |                  |                  |                  |                  |                  |                  |                  |                  |                  |